# Гендерсон (Джорджія)
Гендерсон (англ. Henderson) — переписна місцевість (CDP) в США, в окрузі Четем штату Джорджія. Населення — 2178 осіб (2020).

## Географія
Гендерсон розташований за координатами 32°0′28″ пн. ш. 81°15′59″ зх. д. / 32.00778° пн. ш. 81.26639° зх. д. (32.007876, -81.266329).  За даними Бюро перепису населення США в 2010 році переписна місцевість мала площу 4,73 км², з яких 4,48 км² — суходіл та 0,25 км² — водойми.

## Демографія
Згідно з переписом 2010 року, у переписній місцевості мешкало 1647 осіб у 734 домогосподарствах у складі 456 родин. Густота населення становила 348 осіб/км².  Було 875 помешкань (185/км²).
Расовий склад населення:
| - 68,1 % — білих - 21,1 % — чорних або афроамериканців - 5,9 % — азіатів - 0,2 % — корінних американців - 0,1 % — вихідців з тихоокеанських островів - 1,9 % — осіб інших рас |

До двох чи більше рас належало 2,7 %. Частка іспаномовних становила 6,8 % від усіх жителів.
За віковим діапазоном населення розподілялося таким чином: 19,8 % — особи молодші 18 років, 70,7 % — особи у віці 18—64 років, 9,5 % — особи у віці 65 років та старші. Медіана віку мешканця становила 33,8 року. На 100 осіб жіночої статі у переписній місцевості припадало 92,6 чоловіків;  на 100 жінок у віці від 18 років та старших — 94,8 чоловіків також старших 18 років.
Середній дохід на одне домашнє господарство  становив 87 872 долари США (медіана — 83 182), а середній дохід на одну сім'ю — 101 558 доларів (медіана — 103 125). Медіана доходів становила 36 359 доларів для чоловіків та 50 733 долари для жінок. 
Цивільне працевлаштоване населення становило 1095 осіб. Основні галузі зайнятості: роздрібна торгівля — 20,4 %, виробництво — 18,1 %, інформація — 11,1 %, освіта, охорона здоров'я та соціальна допомога — 9,9 %.